# Верноподданный
«Верноподданный» (нем. Der Untertan (немецкий: [dɛɐ̯ ˈʊntɐtaːn]); дословно — Субъект) — один из самых известных романов немецкого писателя Генриха Манна, который был завершён автором во время июльского кризиса 1914 года, незадолго до начала Первой мировой войны.
С 1912 года отрывки публиковались в сатирическом журнале «Симплициссимус». В 1914 году началась публикация романа, которая была остановлена с началом Первой мировой войны по цензурным причинам; в 1915 году вышел перевод с рукописи в Российской империи. Отдельной книгой на немецком роман был издан в 1918 году в Лейпциге Куртом Вольфом.
Произведение, вызвавшее многочисленные дискуссии, трактовалось в советской критике как первый антифашистский роман.

## Сюжет
В центре повествования — жизнь Дидериха Геслинга (Геслинг — от нем. hässlich «отвратительный, скверный»), иронично рассказанная Манном.
Геслинг является фанатичным, раболепным поклонником немецкого императора Вильгельма II, на протяжении всей жизни он публично поддерживает идеи, выдвигаемые режимом (важность мужества, патриотизма, милитаризма и христианской морали), хотя на деле является лицемерным конформистом, оппортунистом, готовым помочь противникам. Часто герой говорит о храбрости, но сам остаётся трусом; он решительно поддерживает немецкую армию, но пытается любой ценой избежать военной службы; крупнейшими политическими противниками власти являются революционные социал-демократы, при этом Геслинг помогает кандидату от СДПГ.

## Критика и восприятие
В 1918 году в Германии произошла революция, благодаря которой автор смог опубликовать роман в Германии, и после выхода книга стала самым популярным произведением писателя: почти сразу было продано 100 000 экземпляров, и во всей его писательской карьере это был единственный случай настолько громкого успеха. Тем не менее, роман получил множество отрицательных отзывов: например, правая общественность послевоенной Германии обвинила писателя в «предательстве» или даже «коммунизме»; с другой стороны, было и множество положительных отзывов о «рассказе о доверчивых людях, соблазненных властью».
Примером неприятия романа со стороны патриотов и правых был отзыв Томаса Манна, брата автора: Томас Манн во время Первой мировой войны публично поддерживал Германскую империю, в то время как Генрих выражал протест против войны и государства в романе и своём эссе «Золя», где писал, что поражение Германской империи приведёт к свержению режима и установлению демократии. Томас Манн назвал роман безответственной социальной сатирой, клеветой на Германию и «чистой чепухой», и писал, что «и если бы она заслуживала более благородного имени, более благородного, чем имя международной клеветы и национальной клеветы, то это было бы: безжалостный эстетизм». В качестве развёрнутой критики в том числе и того, что Томас увидел в творчестве брата, он написал книгу «Рассуждения аполитичного», которую опубликовал незадолго до поражения Германии в 1918 году: в ней он защищал имперский авторитаризм и сожалел, что Россия не стала союзником Германии в войне против Запада. В этой книге он провёл черту между «Германской культурой», которую представляла Германия, и «Западной цивилизацией», которую представляли Франция и Англия, относя к «Западной цивилизации», политику, сатиру, Просвещение и рационализм, а к «культуре» — музыку, иронию, традиции (в т. ч. и традиционную семью) и иррационализм; на этом основании Томас называл Генриха, демократа и автора политико-сатирического романа «писаталем-цивилизатором», угрожающим «культуре», противопоставляя его творчество своему, основанному на иронии.
С другой стороны, роман приветствовали в левой среде: германские экспрессионисты, чьё движение также было объектом критики в «Рассуждениях аполитичного», приветствовали роман как «давно назревшую инъекцию политической крови в немецкий народ». Ноябрьская революция и роман сделали Генриха Манна в публичным интеллектуалом, чьи произведения находились в центре дебатов и за пределами Веймарской республики, автор которых были известен как участник Ноябрьской революции, работавший вместе с революционером Куртом Эйснером, лидером революционного баварского государства.
После Второй мировой войны роман был отвергнут критиками, утверждавшими, что сатира по определению является низшей формой искусства; некоторые отвергли роман как «исторически неточный», заявив, что тип Геслинга «слишком плох», чтобы быть реальным; с другой стороны, роман снова стал бестселлером, и поддерживающие критики описали его как великое произведение мировой литературы, отличающееся «пророческим» изображением «типичного вильгельмовского немца» и его психологическими предрасположенностями, которые наиболее ярко проявились авторитарной личности 1930-х годов и установлении нацистского режима; Курт Тухольский назвал роман «гербарием немца». Роман достиг пика своей популярности в ГДР и Советском Союзе, где его считали чуть ли не первым «антифашистским романом» и «шедевром буржуазно-реалистической литературы»: «политическое чутьё подсказывало автору „Верноподданного“, что, как только фашисты добьются власти, мир будет в опасности: они непременно развяжут новую мировую войну „в интересах своих кредиторов“. Он понимал, что национализм, расовая теория, легенда об исключительности природы немцев, якобы призванных повелевать другими народами, — всё это было в руках Гитлера мощным оружием, которым он широко пользовался для фашизации общественной и политической жизни Германии, для подготовки масс к участию в войне за новый передел мира...» Трактовка произведения как «первого антифашистского романа» подкреплялась цитатой автора:
Когда я его создавал, у меня было наглядное представление, но не было пока термина для не родившегося ещё фашизма.
Тем временем в ФРГ у автора была одиозная репутация из-за симпатий к СССР: уже в 1947 году в западногерманской прессе он получил репутацию «лузера» и пособника коммунизма. Роман не издавался в ФРГ до 1964 года и вновь обратил на себя внимание критики и общественности главным образом под воздействием студенческого движения 1968 года.
Современный критик Фредерик Бетц считает роман «одним из величайших политических романов XX века», изобразившим конфликт между властью и демократическими принципами.. Роман и по сей день часто проходят в школах Германии.
Среди проблем художественной структуры романа, которые, по её мнению, остаются в тени «оценок его политического измерения», Карин В. Гуннеманн отмечала «непоследовательность сюжета» и «запутанный лабиринт интриг и преувеличенное описание фактов», которые Манн использует как «элементы мира, который он хочет изобразить», что, впрочем, можно рассматривать как попытку «достичь единства и формы» и образно продемонстрировать запутанность «феодальной идеологии, насаждаемой на реалии индустриального государства»; Марк Роше считает это одним из художественных средств Манна: путанность сюжета становится результатом противоречий в идеологемах Геслинга.

## Анализ
Следуя форме традиционного романа воспитания, Манн высмеивает становление немецкого буржуа; пародируя традиционный жанр, автор представил свой взгляд на жизнь в имперской Германии как «пародию на саму себя, на идеологии и события», на национальную гордость, волю к господству над миром и пародию на реализм, поскольку империалисты «отказывались уважать всё, что не могли уничтожить пушки, и презирали невидимые вещи, живущие в уме», как писал Манн в предисловии 1929 года. Через высмеивание типичного носителя идеалов «железа и крови» высмеивалась растущая склонность Германии к милитаризму, антисемитизму, империализму и ультранационализму; образ Геслинга также был намёком на Вильгельма II, на которого он похож внешне. Внимание также было уделено и садомазохизму Геслинга, показывая его начиная с удовольствие от наказания с детских лет и заканчивая преклонением перед превосходящей силой императора при стремлении к власти над нижестоящими.

## Экранизации
- 1951: «Верноподданный[англ.]» Вольфганга Штаудте[16].
- 1972: Man of Straw, сериал Би-би-си.